# جونيتشيرو تانيزاكي
جونيتشيرو تانازاكي (باليابانية: 谷崎 潤一郎 تانازاكي جونيتشيرو)؛ (24 يوليو 1886 - 30 يوليو 1965)، روائي ياباني وقد يكون أشهر روائي ياباني بعد ناتسومي سوسيكي. تمثل أعماله ديناميكية الحياة العائلية اليابانية في سياق التغيّرات السريعة في المجتمع الياباني في القرن العشرين، كما تمثل البحث عن هوية ثقافية يابانية في العالم الحديث. حصل على وسام الثقافة عام 1949.

## روابط خارجية
- جونيتشيرو تانيزاكي على موقع IMDb (الإنجليزية)
- جونيتشيرو تانيزاكي على موقع الموسوعة البريطانية (الإنجليزية)
- جونيتشيرو تانيزاكي على موقع أول موفي (الإنجليزية)
- جونيتشيرو تانيزاكي على موقع قاعدة بيانات الفيلم (الإنجليزية)